# Михайловка (Михайловский сельсовет, Бугурусланский район)
Миха́йловка — село в Бугурусланском районе Оренбургской области России. Административный центр Михайловского сельсовета.

## География
Село находится у северной окраины города Бугуруслан, административного центра района.

### Часовой пояс
Село Михайловка, как и вся Оренбургская область, находится в часовой зоне МСК+2. Смещение применяемого времени относительно UTC составляет +5:00.

## История
Село основано во второй половине XIX века. Впервые упоминается в 1907 году. В 1918 году в селе насчитывалось 176 дворов и проживало 706 человек. В советское время работал колхоз имени Ульянова. Несколько версий происхождения села включают роль переселенцев из Белоруссии, Украины или строителей железной дороги.

## Население
| 2002 | 2010  | 2021  |
| ---- | ----- | ----- |
| 2416 | ↗2735 | ↗3687 |

### Национальный состав
Согласно результатам переписи 2002 года, в национальной структуре населения русские составляли 64 % из 2416 чел.

## Улицы
| - ул. Береговая, - пер. Восточный, - ул. Горная, - ул. Грушевая, - ул. Дмитрия Морского, - ул. Дубнинская, - ул. Западная, - ул. Заречная, - ул. Казаева, - ул. Каштановая, - ул. Кленовая, | - ул. Лесная, - ул. Лесной, - пер. Лунный, - ул. Михайловская, - ул. Молодёжная, - ул. Нагорная, - пер. Нагорный, - ул. Новая, - ул. Новосадовая, - ул. Оранжерейная, - пер. Оранжерейный, | - ул. Плодовая, - ул. Подлесная, - ул. Полевая, - пер. Полевой, - пер. Почтовый, - ул. Пригородная, - ул. Рабочая, - пер. Рабочий, - ул. Радужная, - ул. Сиреневая, - пер. Сиреневый, | - ул. Солнечная, - ул. Сосновая, - ул. Степная, - пер. Строителей, - ул. Строителей, - ул. Транспортная, - ул. Тупиковая, - ул. Цветочная, - ул. Центральная, - ул. Школьная, - ул. Южная. |